# Antonio Sanz Brau
Antonio Sanz Brau (Vinaròs, 1947), és biòleg, i ha estat professor d'Ecologia i antic alumne de la Universitat de València

## Biografia
Fill d'una família de pescadors vinarosencs, Antonio es va llicenciar en Ciències (Secció Biològiques) per la Universitat de València (Estudi General) el Juny de 1972.
Entre el 1972 i el 1974 va ser becari d'investigació de l'Institut d'Investigacions Pesqueres (CSIC), al Grau de Castelló, amb una beca de la Diputació de Castelló per a fer recerca en biologia i aqüicultura marina.
Va participar el març de 1973 a la campanya oceanogràfica "ATLOR II" (CINECA-CORNIDE) a bord del buc oceanogràfic "Cornide de Saavedra", duta a terme a la regió d'aflorament de les costes del Sahara i dirigida pel professor Ramon Margalef
Després obtingué una beca de Formació de Personal Investigador del Ministeri d'Educació i Ciència per investigar a la Universitat de València, entre el 1976 i el 1977. El 1976 va començar com a Professor Ajudant en la mateixa universitat.
Va obtenir el títol de Doctor en Ciències Biològiques per la Universitat de València el juny de 1980, amb la tesi titulada "Biología y ecología de Palaemonetes zariquieyi Sollaud, 1939 (Crustacea, Decapoda, Palaemoninade)", dirigida per Ignacio Docavo Alberti.
Va ser professor titular d'Ecologia a la Universitat de València des del 1986 fins a l'any 2010, en què es va jubilar, tot i que no ha deixat de col·laborar en tasques de recerca des d'aleshores. Destaca la seua tasca com a secretari del departament de Microbiologia i Ecologia de la UV, des de la seua creació el 1987 fins al 1995. Abans (1985-1986) desenvolupà la tasca de vicedegà de la Facultat de Ciències Biològiques.
Actualment viu a València amb la seua dona, desitjant sempre que pot tornar al seu poble de Vinaròs.

## Docència, recerca i divulgació
La seua tasca docent s'ha centrat principalment en la impartició de docència dins l'àrea d'Ecologia a la llicenciatura en Biologia. Entre d'altres, ha donat classes d'Ecologia, Biologia Marina, Aqüicultura o Recursos pesquers. També ha participat en docència de postgrau (doctorat principalment) de manera continuada.
Pel que fa a la divulgació de la ciència, ha publicat articles sobre ecologia i ciència en general en revistes com ara Setmanari Vinaròs, 7 días (Actualidad de Vinaròs) o Crónica de Vinaròs. A més, ha impartit cursos d'extensió universitària i ha fet conferències a gent gran, professors i públic en general.
Ha treballat fonamentalment en dues línies d'investigació: l'ecologia i distribució de decàpodes marins i continentals i l'ecologia tròfica de peixos mediterranis. També ha publicat en altres temes relacionats, com ara l'ecologia d'ostracodes, els canvis de distribució de peixos per efectes de canvis climàtics o la conservació d'espècies endèmiques de peixos i decàpodes. Ha publicat més de 40 articles científics en totes aquestes temàtiques y ha dirigit tres tesis doctorals. Actualment continúa col·laborant en recerca sobre limnologia i biologia marina a la Universitat de València.